# Scybalium depressum
Scybalium depressum là một loài thực vật có hoa trong họ Balanophoraceae. Loài này được (Hook. f.) Eichler miêu tả khoa học đầu tiên năm 1873.